# 社会科学硕士
社會科學碩士（英語縮寫為MSS、MSSc或MSocSc）是基於問題取向的，而非依據傳統學科分類授予的碩士學位。基于不同国家的教育系统，社科碩士没有统一的授予标准。

## 芬兰
社会科学硕士取决于其颁发的学校，任何社会科学学院颁发的硕士学位都叫做社会科学硕士，现在这种学位在芬兰很普遍。

## 英国
在英国社会科学硕士起码必须要修完犯罪学、政治学和社会学课程，还要做一定的社会工作，此外可能还要修其他课程，所以获得这种学位的人不太多。

## 美国
威斯康辛州雪城大学的麦克斯威尔公民和公共事务学院通过远程教育的高级管理课程可以颁发这种学位，此外像俄亥俄大学、芝加哥大学也可以颁发这种学位。

## 香港
香港浸會大學、香港中文大学都颁发这种学位，一般为传媒、广告类或社會科學的硕士课程。

## 臺灣與新加坡
在臺灣，社科碩士多屬於國際關係／區域研究的專業學位（如國立中山大學社會科學院）。少數以族群研究、發展研究專業頒授社科碩士之項目（如國立東華大學原住民民族學院）。
在新加坡，新加坡国立大学的国际关系专业頒授社科碩士。

## 其他
丹麦的哥本哈根商学院和洛斯基洛大学也有这种学位。 
1. ↑  .   [2021-07-18]. （原始内容存档于2021-07-18）.